# Piłkarz Roku w Argentynie
Argentyński Piłkarz Roku (esp. Olimpia de Plata al Mejor Futbolista) – coroczna nagroda przyznawana przez Stowarzyszenie Dziennikarzy Sportowych (Círculo de Periodistas Deportivos), jako jedna z Olimpia Award, czyli plebiscytu sportowego w Argentynie.
Lionel Messi jest rekordzistą z piętnastoma zwycięstwami, z których siedem było z rzędu. Jest też aktualnym posiadaczem nagrody (2022).

## Historia Edycji
| Rok  | Zwycięzca                         | Klub                             | Uwagi |
| ---- | --------------------------------- | -------------------------------- | --- |
| 1970 | Héctor Yazalde                    | Independiente                    | Mistrzostwo Argentyny 1970 Metropolitano. |
| 1971 | José Omar Pastoriza               | Independiente                    | Mistrzostwo Argentyny 1971 Metropolitano. |
| 1972 | Ángel Bargas                      | Chacarita Juniors                | |
| 1973 | Miguel Ángel Brindisi             | Huracán                          | Mistrzostwo Argentyny 1973 Metropolitano. |
| 1974 | Miguel Ángel Raimondo             | Independiente                    | Copa Libertadores 1974 i Copa Interamericana 1974. |
| 1975 | Héctor Scotta                     | San Lorenzo                      | Król strzelców ligi argentyńskiej 1975 Metropolitano i Nacional. Najlepszy strzelec w Ameryce Południowej. |
| 1976 | Daniel Passarella                 | River Plate                      | Finał Copa Libertadores 1976. |
| 1977 | Ubaldo Fillol                     | River Plate                      | Mistrzostwo Argentyny 1977 Metropolitano. |
| 1978 | Mario Kempes                      | Valencia                         | Mistrzostwo Świata 1978, najlepszy zawodnik i król strzelców turnieju. Trofeo Pichichi. Południowoamerykański piłkarz roku. Onze d’Or.                                                                                                   |
| 1979 | Diego Maradona                    | Argentinos Juniors               | Młodzieżowe Mistrzostwo Świata 1979 i MVP turnieju. Król strzelców ligi argentyńskiej 1979 Metropolitano i Nacional. Sportowiec roku w Argentynie. Południowoamerykański piłkarz roku.                                                   |
| 1980 | Diego Maradona                    | Argentinos Juniors               | Król strzelców ligi argentyńskiej 1980 Metropolitano i Nacional. Południowoamerykański piłkarz roku. |
| 1981 | Diego Maradona                    | Boca Juniors                     | Mistrzostwo Argentyny 1981 Metropolitano. |
| 1982 | Hugo Gatti                        | Boca Juniors                     | |
| 1983 | Ricardo Bochini                   | Independiente                    | Mistrzostwo Argentyny 1983 Metropolitano. |
| 1984 | Alberto Márcico                   | Ferro Carril Oeste               | Mistrzostwo Argentyny 1984 Metropolitano. |
| 1985 | Enzo Francescoli · ( Urugwaj)     | River Plate                      | Pierwszy zagraniczny piłkarz, który otrzymał tytuł Piłkarza roku Argentyny. |
| 1986 | Diego Maradona                    | Napoli                           | Mistrzostwo Świata 1986 i najlepszy zawodnik turnieju. Sportowiec roku w Argentynie. Sportowiec roku według United Press International. Południowoamerykański piłkarz roku. Onze d’Or. Zawodnik roku według World Soccer.                |
| 1987 | Néstor Fabbri                     | Racing Club                      | |
| 1988 | Rubén Paz · ( Urugwaj)            | Racing Club                      | Copa Libertadores 1988. Południowoamerykański piłkarz roku. |
| 1989 | Carlos Alfaro Moreno              | Independiente                    | Mistrzostwo Argentyny 1988/89. |
| 1990 | Sergio Goycochea                  | Millonarios Racing Club          | Wicemistrzostwo Świata 1990 i Złota rękawica turnieju. |
| 1991 | Oscar Ruggeri                     | Vélez Sarsfield                  | Copa América 1991. Sportowiec roku w Argentynie. Południowoamerykański piłkarz roku. |
| 1992 | Luis Islas                        | Independiente                    | Puchar Konfederacji 1992. |
| 1993 | Ramón Medina Bello                | River Plate                      | Mistrzostwo Argentyny 1993 Apertura. Copa América 1993. |
| 1994 | Carlos Navarro Montoya            | Boca Juniors                     | |
| 1995 | Enzo Francescoli · ( Urugwaj)     | River Plate                      | Copa América 1995 i MVP turnieju. Południowoamerykański piłkarz roku. |
| 1996 | José Luis Chilavert · ( Paragwaj) | Vélez Sarsfield                  | Supercopa Sudamericana 1996. Mistrzostwo Argentyny 1996 Apertura. Copa Interamericana 1996. Południowoamerykański piłkarz roku. |
| 1997 | Marcelo Salas · ( Chile)          | River Plate                      | Supercopa Sudamericana 1997. Mistrzostwo Argentyny 1997 Clausura i Apertura. Południowoamerykański piłkarz roku. |
| 1998 | Gabriel Batistuta                 | Fiorentina                       | Srebrny But Mistrzostwa Świata 1998. |
| 1999 | Javier Saviola                    | River Plate                      | Mistrzostwo Argentyny 1999 Apertura i król strzelców. Południowoamerykański piłkarz roku. |
| 2000 | Juan Román Riquelme               | Boca Juniors                     | Puchar Interkontynentalny 2000. Copa Libertadores 2000. Mistrzostwo Argentyny 2000 Apertura. |
| 2001 | Juan Román Riquelme               | Boca Juniors                     | Copa Libertadores 2001 i MVP turnieju. Południowoamerykański piłkarz roku. |
| 2002 | Gabriel Milito                    | Independiente                    | Mistrzostwo Argentyny 2002 Apertura. |
| 2003 | Carlos Tévez                      | Boca Juniors                     | Puchar Interkontynentalny 2003. Copa Libertadores 2003 i MVP turnieju. Mistrzostwo Argentyny 2003 Apertura. Południowoamerykański piłkarz roku.                                                                                          |
| 2004 | Carlos Tévez                      | Boca Juniors                     | Copa Sudamericana 2004. Turniej przedolimpijski 2004. Złoty medal na Igrzyskach Olimpijskich 2004. Sportowiec roku w Argentynie. Południowoamerykański piłkarz roku.                                                                     |
| 2005 | Lionel Messi                      | FC Barcelona                     | Mistrzostwo Świata U-20 2005, król strzelców i najlepszy zawodnik turnieju. Mistrzostwo Hiszpanii 2004/05. |
| 2006 | Juan Sebastián Verón              | Estudiantes La Plata             | Mistrzostwo Argentyny 2006 Apertura. |
| 2007 | Lionel Messi                      | FC Barcelona                     | Najlepszy młody piłkarz Copa América 2007. Bravo Award. |
| 2008 | Juan Román Riquelme               | Boca Juniors                     | Mistrzostwo Argentyny 2008 Apertura. Recopa Sudamericana 2008. Złoty medal na Igrzyskach Olimpijskich 2008. |
| 2008 | Lionel Messi                      | FC Barcelona                     | Złoty medal na Igrzyskach Olimpijskich 2008. |
| 2009 | Juan Sebastián Verón              | Estudiantes La Plata             | Copa Libertadores 2009 i MVP turnieju. Południowoamerykański piłkarz roku. |
| 2009 | Lionel Messi                      | FC Barcelona                     | Klubowe Mistrzostwo Świata 2009. Liga Mistrzów UEFA 2008/09. Superpuchar Europy UEFA 2009. Mistrzostwo Hiszpanii 2008/09. Puchar Hiszpanii 2008/2009. Superpuchar Hiszpanii 2009. Złota Piłka 2009. Piłkarz Roku FIFA. Onze d’Or.        |
| 2010 | Juan Manuel Martínez              | Vélez Sarsfield                  | |
| 2010 | Lionel Messi                      | FC Barcelona                     | Mistrzostwo Hiszpanii 2009/10. Superpuchar Hiszpanii 2010. Złota Piłka FIFA 2010. Europejski Złoty But. Trofeo Pichichi. |
| 2011 | Juan Román Riquelme               | Boca Juniors                     | Mistrzostwo Argentyny 2011 Apertura. |
| 2011 | Lionel Messi                      | FC Barcelona                     | Klubowe Mistrzostwo Świata 2011. Liga Mistrzów UEFA 2010/11. Superpuchar Europy UEFA 2011. Mistrzostwo Hiszpanii 2010/11. Superpuchar Hiszpanii 2011. Złota Piłka FIFA 2011. Piłkarz Roku UEFA. Onze d’Or. Sportowiec roku w Argentynie. |
| 2012 | Lisandro López                    | Arsenal de Sarandí               | Mistrzostwo Argentyny 2012 Clausura. Superpuchar Argentyny 2012. |
| 2012 | Lionel Messi                      | FC Barcelona                     | Puchar Hiszpanii 2011/12. Złota Piłka FIFA 2012. Onze d’Or. Europejski Złoty But. Trofeo Pichichi. |
| 2013 | Maxi Rodríguez                    | Newell’s Old Boys                | Mistrzostwo Argentyny 2013 Final. |
| 2013 | Lionel Messi                      | FC Barcelona                     | Mistrzostwo Hiszpanii 2012/13. Superpuchar Hiszpanii 2013. Europejski Złoty But. Trofeo Pichichi. |
| 2014 | Lucas Pratto                      | Vélez Sarsfield                  | Król strzelców ligi argentyńskiej 2014. Superpuchar Argentyny 2013. |
| 2014 | Ángel Di María                    | Manchester United                | Puchar Hiszpanii 2013/14. Liga Mistrzów UEFA 2013/14. Superpuchar Europy UEFA 2014. Wicemistrzostwo Świata 2014. |
| 2015 | Marco Ruben                       | Rosario Central                  | Król strzelców ligi argentyńskiej 2015. |
| 2015 | Lionel Messi                      | FC Barcelona                     | Klubowe Mistrzostwo Świata 2015. Liga Mistrzów UEFA 2014/15. Superpuchar Europy UEFA 2015. Mistrzostwo Hiszpanii 2014/15. Puchar Hiszpanii 2014/15. Złota Piłka FIFA 2015. Piłkarz Roku UEFA.                                            |
| 2016 | Fernando Belluschi                | San Lorenzo                      | Superpuchar Argentyny 2015. |
| 2016 | Lionel Messi                      | FC Barcelona                     | Mistrzostwo Hiszpanii 2015/16. Puchar Hiszpanii 2015/16. Superpuchar Hiszpanii 2016 |
| 2017 | Darío Benedetto                   | Boca Juniors                     | Mistrzostwo Argentyny 2016/17 i król strzelców. |
| 2017 | Lionel Messi                      | FC Barcelona                     | Puchar Hiszpanii 2016/17. Europejski Złoty But. Trofeo Pichichi. |
| 2018 | Pity Martínez                     | River Plate                      | Copa Libertadores 2018. Superpuchar Argentyny 2017. Południowoamerykański piłkarz roku. |
| 2019 | Lionel Messi                      | FC Barcelona                     | Mistrzostwo Hiszpanii 2018/19. Złota Piłka 2019. Piłkarz Roku FIFA. Europejski Złoty But. Trofeo Pichichi. |
| 2020 | Lionel Messi                      | FC Barcelona                     | Drużyna wszech czasów France Football. FIFPro XI. Trofeo Pichichi. |
| 2021 | Lionel Messi                      | FC Barcelona Paris Saint-Germain | Copa América 2021, najlepszy zawodnik, król strzelców i asyst turnieju. Złota Piłka 2021. Trofeo Pichichi. Puchar Hiszpanii 2020/21. |
| 2022 | Lionel Messi                      | Paris Saint-Germain              | Mistrz Świata 2022, najlepszy zawodnik turnieju. Sportowiec roku w Argentynie 2022. Ligue 1 2021/22. Superpuchar Francji 2022. Finalissima 2022. Najlepszy rozgrywający IFFHS.                                                           |

## Według piłkarzy
| Zawodnik             | Liczba trofeów |
| -------------------- | -------------- |
| Lionel Messi         | 15             |
| Diego Maradona       | 4              |
| Juan Román Riquelme  | 4              |
| Juan Sebastián Verón | 2              |
| Carlos Tévez         | 2              |
| Enzo Francescoli     | 2              |